# بيفان سميث
بيفان سميث (بالإنجليزية: Bevan Smith) هو عداء سريع نيوزيلندي، ولد في 18 يوليو 1950 في لور هوت في نيوزيلندا.

## وصلات خارجية
- بيفان سميث على موقع أوليمبيديا (الإنجليزية)
- بيفان سميث على موقع اتحاد ألعاب الكومنولث (مؤرشف) (الإنجليزية)